# قرية بروانفيل (نيويورك)
قرية بروانفيل (بالإنجليزية: Brownville (village), New York)‏ هي منطقة سكنية تقع في الولايات المتحدة في مقاطعة جيفيرسون. يقدر عدد سكانها بـ 1,119 نسمة ومساحتها 1.7 كم2 وترتفع عن سطح البحر 106 متر.

## التركيبة السكانية
حدّد مكتب تعداد الولايات المتحدة بيانات التركيبة السكانية لقرية بروانفيل في تعداد الولايات المتحدة. في ما يلي، التركيبة السكانية حسب تعدادي 2000 و2010.

### تعداد عام 2000
بلغ عدد سكان قرية بروانفيل 1,022 نسمة بحسب تعداد عام 2000، وبلغ عدد الأسر 419 أسرة وعدد العائلات 292 عائلة مقيمة في القرية. في حين سجلت الكثافة السكانية 619.4 نسمة لكل كيلومتر مربع (1,604.2/ميل2). وبلغ عدد الوحدات السكنية 447 وحدة بمتوسط كثافة قدره 270.9 لكل كيلومتر مربع (701.6/ميل2).
وتوزع التركيب العرقي للقرية بنسبة 98.04% من البيض و0.39% من الأمريكيين الأفارقة و0.29% من الأمريكيين الأصليين و0.10% من الأمريكيين ذوي الأصول الآسيوية و0.10% من سكان جزر المحيط الهادئ و0.39% من الأعراق الأخرى و0.68% من عرقين مختلطين أو أكثر و0.68% من الهسبانيون أو اللاتينيون من أي عرق.
بلغ عدد الأسر 419 أسرة كانت نسبة 34.1% منها لديها أطفال تحت سن الثامنة عشر تعيش معهم، وبلغت نسبة الأزواج القاطنين مع بعضهم البعض 55.8% من أصل المجموع الكلي للأسر، ونسبة 10% من الأسر كان لديها معيلات من الإناث دون وجود شريك، بينما كانت نسبة 3.8% من الأسر لديها معيلون من الذكور دون وجود شريكة وكانت نسبة 30.3% من غير العائلات. تألفت نسبة 26.5% من أصل جميع الأسر من عدة أفراد يعيشون في نفس المنزل ونسبة 12.6% كانت تتألف من شخص يعيش بمفرده يبلغ من العمر 65 عاماً أو أكثر. وبلغ متوسط حجم الأسرة المعيشية 2.44، أما متوسط حجم العائلات فبلغ 2.94.
بلغ العمر الوسطي للسكان 40.4 عاماً. وكانت نسبة 24.6% من القاطنين تحت سن الثامنة عشر، وكانت نسبة 7.2% بين الثامنة عشر والرابعة والعشرين عاماً، ونسبة 25.6% كانت واقعةً في الفئة العمرية ما بين الخامسة والعشرين والرابعة والأربعين عاماً، ونسبة 26.8% كانت ما بين الخامسة والأربعين والرابعة والستين، ونسبة 15.7% كانت ضمن فئة الخامسة والستين عاماً فما فوق. يوجد لكل 100 أنثى 85.6 ذكر، ويوجد لكل 100 أنثى في الثامنة عشر من عمرها فما فوق 83.3 ذكر.
بلغ متوسط دخل الأسرة في القرية 37,500 دولارًا، أما متوسط دخل العائلة فبلغ 44,881 دولارًا. وكان متوسط دخل الذكور 35,294 دولارًا مقابل 25,583 دولارًا للإناث. وسجل دخل الفرد الخاص بالقرية 18,862 دولارًا. وكانت نسبة 4% من العائلات ونسبة 8.4% من السكان تحت خط الفقر، وكان من هؤلاء نسبة 11.8% تحت سن الثامنة عشر ونسبة 7% في الخامسة والستين من العمر وما فوق.

### تعداد عام 2010
بلغ عدد سكان قرية بروانفيل 1,119 نسمة بحسب تعداد عام 2010، وبلغ عدد الأسر 436 أسرة وعدد العائلات 298 عائلة مقيمة في القرية. في حين سجلت الكثافة السكانية 678.2 نسمة لكل كيلومتر مربع (1,756.5/ميل2). وبلغ عدد الوحدات السكنية 462 وحدة بمتوسط كثافة قدره 280 لكل كيلومتر مربع (725.2/ميل2).
وتوزع التركيب العرقي للقرية بنسبة 97.59% من البيض و0.36% من الأمريكيين الأفارقة و0.27% من الأمريكيين الأصليين و0.71% من الأمريكيين ذوي الأصول الآسيوية و1.07% من عرقين مختلطين أو أكثر و1.34% من الهسبانيون أو اللاتينيون من أي عرق.
بلغ عدد الأسر 436 أسرة كانت نسبة 36.9% منها لديها أطفال تحت سن الثامنة عشر تعيش معهم، وبلغت نسبة الأزواج القاطنين مع بعضهم البعض 53.9% من أصل المجموع الكلي للأسر، ونسبة 10.3% من الأسر كان لديها معيلات من الإناث دون وجود شريك، بينما كانت نسبة 4.1% من الأسر لديها معيلون من الذكور دون وجود شريكة وكانت نسبة 31.7% من غير العائلات. تألفت نسبة 27.8% من أصل جميع الأسر من عدة أفراد يعيشون في نفس المنزل ونسبة 13.8% كانت تتألف من شخص يعيش بمفرده يبلغ من العمر 65 عاماً أو أكثر. وبلغ متوسط حجم الأسرة المعيشية 2.55، أما متوسط حجم العائلات فبلغ 3.08.
بلغ العمر الوسطي للسكان 36.9 عاماً. وكانت نسبة 26.9% من القاطنين تحت سن الثامنة عشر، وكانت نسبة 7% بين الثامنة عشر والرابعة والعشرين عاماً، ونسبة 25.2% كانت واقعةً في الفئة العمرية ما بين الخامسة والعشرين والرابعة والأربعين عاماً، ونسبة 26.7% كانت ما بين الخامسة والأربعين والرابعة والستين، ونسبة 14.2% كانت ضمن فئة الخامسة والستين عاماً فما فوق. وتوزع التركيب الجنسي للسكان بنسبة 47.2% ذكور و52.8% إناث.